# 운비븀
운비븀(Unbibium)은 화학 원소로 기호는 Ubb, 원자 번호는 122이다. 아직 발견되지 않은 원소이지만 2008년에 천연적으로 발견되었다는 주장이 제기되었다. 알파 붕괴를 하며 운비닐륨을 생성할 것으로 추정된다. 1972년과 1978년, 2000년 세 차례에 걸쳐 시도하였으나, 모두 실패하였다.
1972년 : {\displaystyle \,_{92}^{238}\mathrm {U} +\,_{30}^{66}\mathrm {Zn} \to \,_{122}^{304}\mathrm {Ubb} ^{*}\to \ no\ atoms}
1978년 : {\displaystyle \,_{68}^{162,164,166-168,170}\mathrm {U} +\,_{54}^{136}\mathrm {Xe} \to \,_{122}^{298,300,302-304,306}\mathrm {Ubb} ^{*}\to \ no\ atoms}
2000년 : {\displaystyle \,_{92}^{238}\mathrm {U} +\,_{30}^{70}\mathrm {Zn} \to \,_{122}^{308}\mathrm {Ubb} ^{*}\to \ no\ atoms}

## 발견 주장
2008년 4월 24일에 히브리 대학의 암논 마리노프가 이끄는 팀은 천연에 존재하는 토륨으로부터 대략 10−11에서 10−12의 비율로 운비븀을 발견했다고 주장했다. 많은 과학자들은 이 연구가 잘못 되었다고 지적하고 있으며, 마리노프 자신은 이 논문이 네이처와 네이처 피직스에서 허가되었다고 밝혔다.

## 참고 문헌
1. ↑  Marinov, A.; Rodushkin, I.; Kolb, D.; Pape, A.; Kashiv, Y.; Brandt, R.; Gentry, R. V.; Miller, H. W. (2008). "Evidence for a long-lived superheavy nucleus with atomic mass number A=292 and atomic number Z=~122 in natural Th". arXiv.org.